# 5149 Leibniz
5149 Leibniz este o planetă minoră (asteroid) din centura de asteroizi. A fost descoperită pe 24 septembrie 1960 la Observatorul Palomar de Cornelis Johannes van Houten și a fost numită după Gottfried Wilhelm von Leibniz. 
Obiectul prezintă o orbită caracterizată de o semiaxă mare de 3,1674224 UAi, o excentricitate de 0,14, o înclinație de 0,73386 ° în raport cu ecliptica.